# Ull de tigre
L'ull de tigre és un mineral de colors marrons i groguencs. És una pedra semipreciosa de la família del quars. Té dos "cosins germans": l'ull de gat i l'ull de falcó. S'usa en joieria i en diversos objectes artístics. També en esoterisme, ja que se suposa que protegeix davant certs mals.

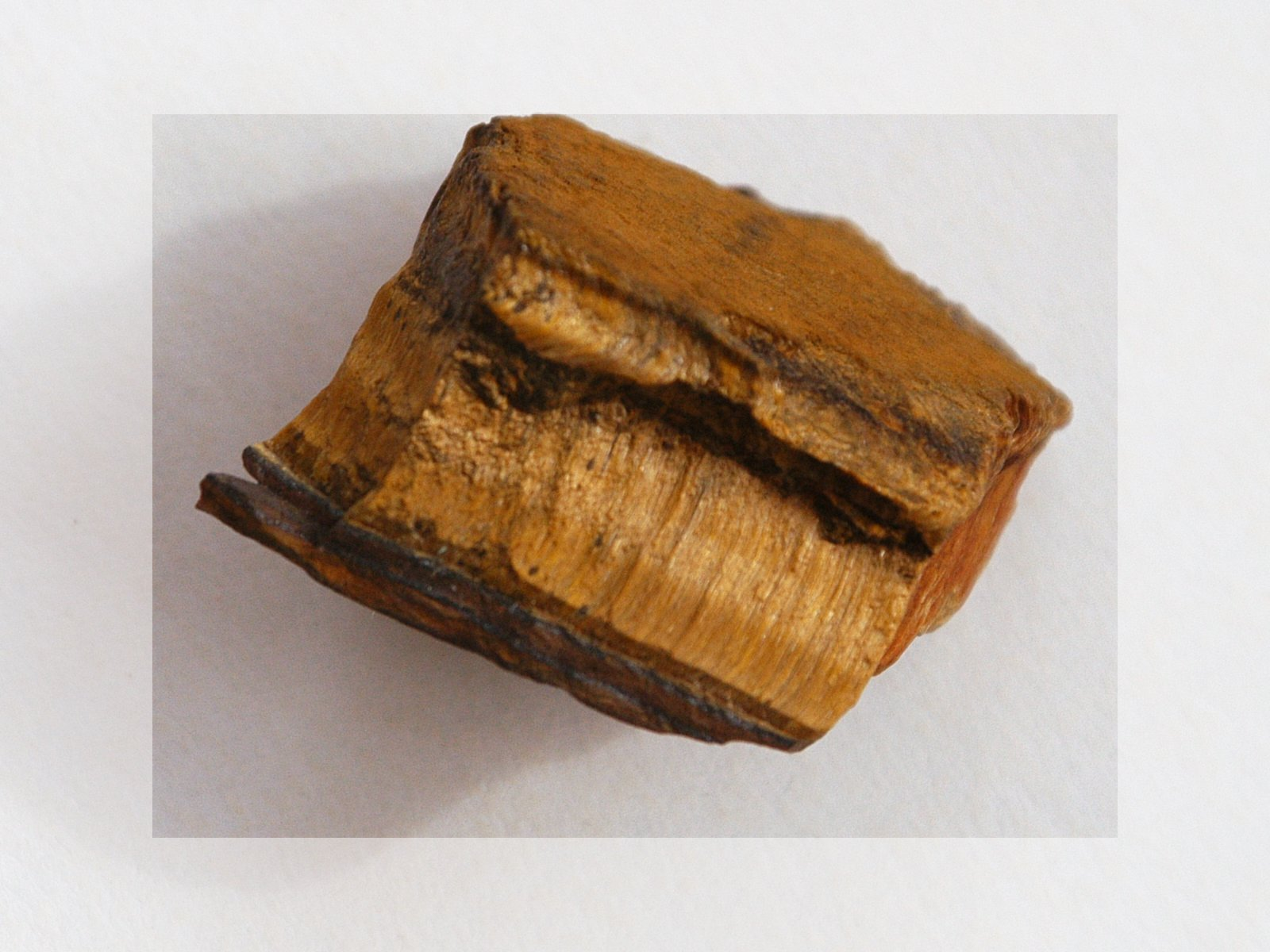
En brut, abans de ser polida

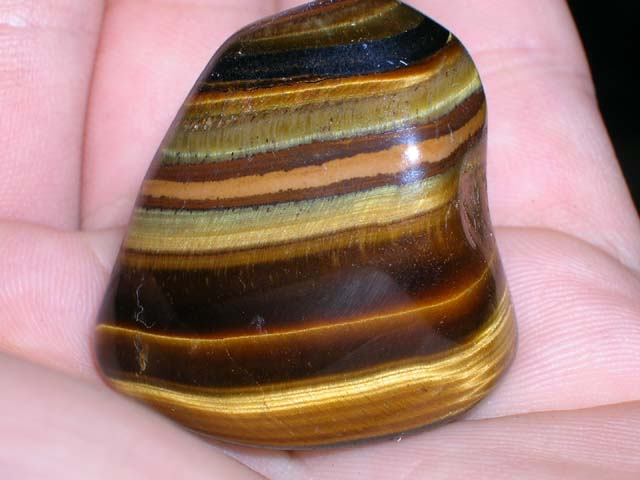
Ull de tigre polit

## Curiositats
En altre temps, l'ull de tigre i d'altres ulls (de bou, de falcó) eren les pedres favorites dels lladres, que els donaven el poder d'assegurar el triomf en el joc, etc. Cal no confondre aquestes pedres amb l'ull de gat, que és un efecte que pot aparèixer en diversos minerals, quan aquests contenen fibres paral·leles i són tallats donant aspecte d'ull per la seua forma amb el reflex com d'un iris allargat, assemblant-se a l'ull de gat. També en Orient se li atorgava la virtut de salvar el guerrer ferit, fent-lo passar per mort davant els enemics.